# Bóng ném

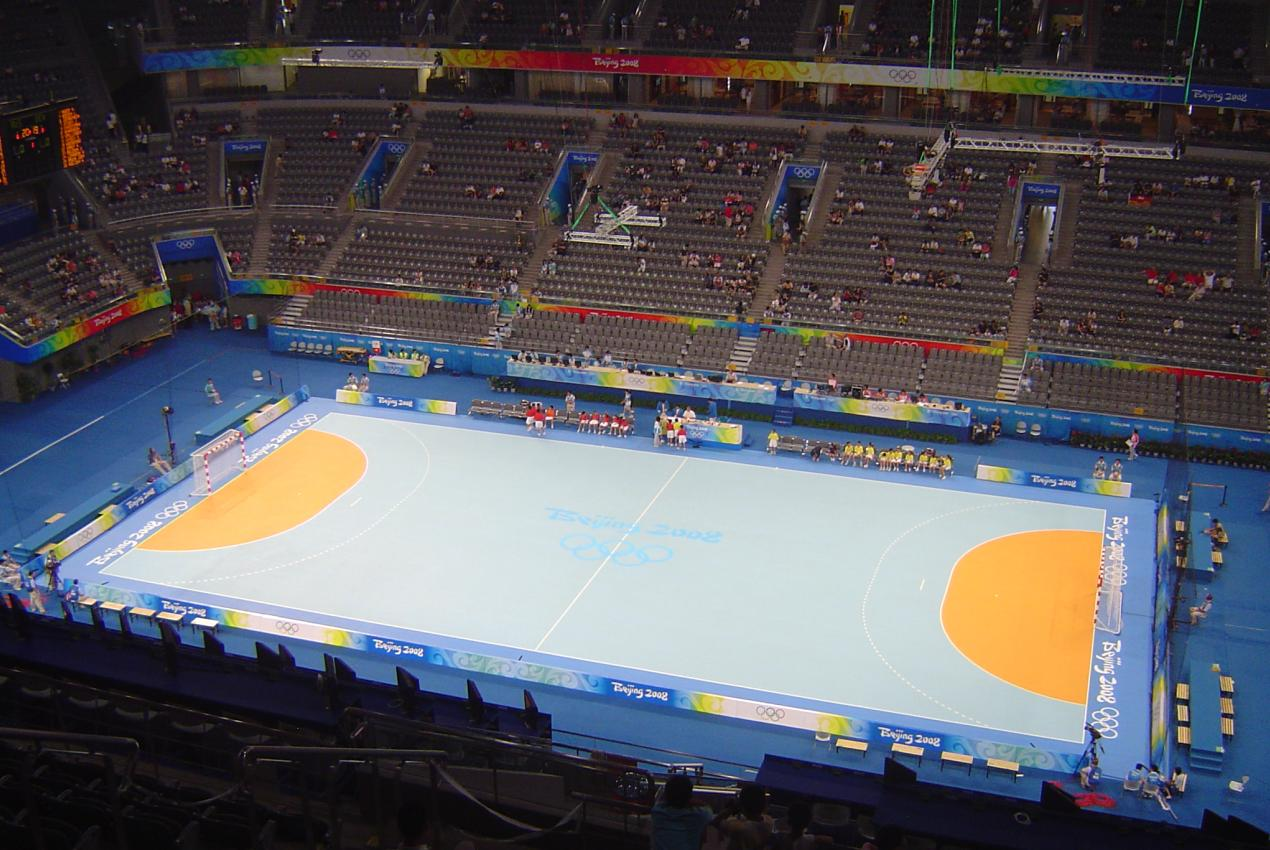
Sân vận động trong nhà

Sơ đồ sân bóng ném

Bóng ném là môn thể thao đồng đội, trong đó hai đội mỗi đội có bảy cầu thủ (sáu cầu thủ trên sân và thủ môn) cố gắng ném một quả bóng vào gôn của đối thủ. Đội nào ném được nhiều lần bóng vào cầu môn đội kia trong hai hiệp mỗi hiệp 30 phút sẽ là đội giành chiến thắng.
Bóng ném hiện đại thường được chơi trong nhà, nhưng các biến thể bóng ném ngoài trời vẫn tồn tại dưới hình thức ném ngoài sân (loại bóng ném đã phổ biến hơn trong quá khứ) và bóng ném bãi biển. Bóng ném Mỹ và bóng ném Gaelic là môn thể thao hoàn toàn khác nhau.

## Giới thiệu
Môn bóng ném chơi với tốc độ là khá nhanh và có va chạm do các hậu vệ cố gắng ngăn chặn những cầu thủ tấn công không được cận mục tiêu. Va chạm cầu thủ chỉ được phép khi các cầu thủ phòng thủ hoàn toàn ở phía trước của các cầu thủ tấn công, tức là giữa các cầu thủ tấn công và gôn. Điều này được gọi là một bánh kẹp sandwich cầu thủ. Bất kỳ sự va chạm từ phía bên hoặc đặc biệt là từ phía sau được xem là nguy hiểm và thường chịu hình phạt. Khi hậu vệ cản phá thành công một cầu thủ tấn công, cuộc chơi được dừng lại và khởi động lại bởi đội tấn công từ vị trí của infraction hoặc trên dòng 9 mét. Không giống như trong bóng rổ, nơi người chơi được phép cam kết chỉ có 5 lỗi trong một trò chơi (6 trong NBA), cầu thủ bóng ném được cho phép một số lượng không giới hạn của "lỗi lầm", được coi là phòng thủ tốt và gây gián đoạn cho nhịp điệu tấn công của đội.

## Cách chơi

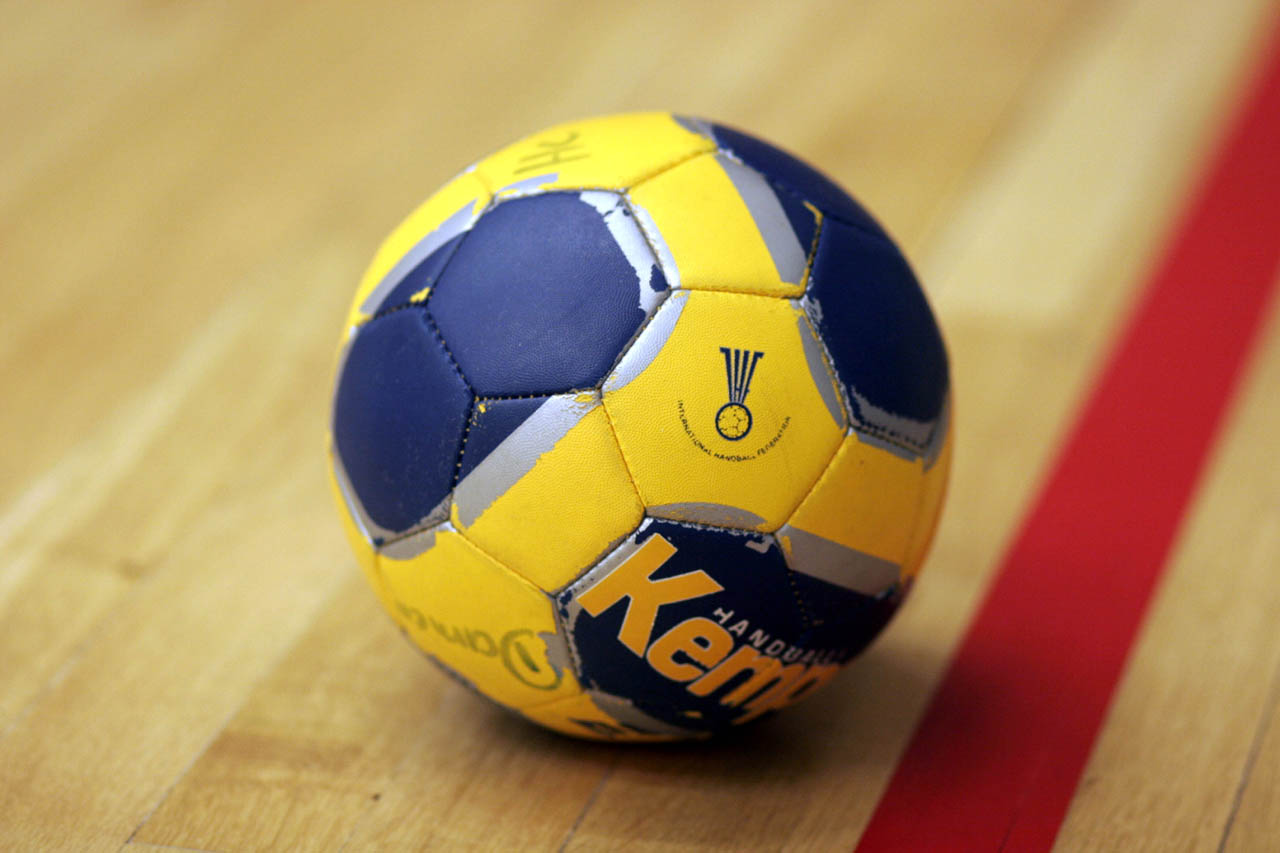
Một quả bóng ném đạt tiêu chuẩn

### Các vị trí chơi
Vị trí bóng ném bao gồm một thủ môn, hai cú hoàn hảo, hai cầu thủ chạy cánh, một cầu thủ chạy vòng tròn và một trung tâm. Dưới đây là sự suy giảm về các vị trí chơi bóng ném.
Có 14 cầu thủ trong mỗi đội trong bóng ném, với 7 cầu thủ trên sân cỏ tại bất kỳ thời điểm nào.

### Các vị trí chơi trong bóng ném như sau:

#### Thủ môn
Cầu thủ bảo vệ mục tiêu chỉ với khoảng tất cả các bộ phận của cơ thể. Thủ môn là cầu thủ duy nhất có thể chạm bóng bằng chân.

#### Trung vệ
Một cầu thủ bóng ném sáng tạo chỉ đạo chơi trong cả phòng ngự lẫn tấn công. Còn được gọi là ‘playmaker’ và thiết lập các chiến thuật và các cầu thủ ở các vị trí bắn súng.

#### Hậu vệ trái và hậu vệ phải
Thường là những cầu thủ lớn nhất trong đội bóng ném. Khi phòng thủ, họ cố gắng chặn các cú sút, và khi tấn công họ là những tay súng ném tầm xa.

#### Cầu thủ chạy biên
Lực lượng sáng tạo trong tấn công và gián đoạn đối thủ khi phòng thủ. Cầu thủ chạy vòng tròn nhanh chóng và được vào giữa các hậu vệ đối phương để tạo ra các lỗ mở cho đồng đội hoặc để có được vị trí ghi bàn tốt.

#### Tiền vệ trái và tiền vệ phải
Những cầu thủ nhanh tuần tra hai bên sân. Họ chống lại các cầu thủ cánh đối lập và trong tấn công nhìn để tạo ra các lỗ hở cho người khác, hoặc bắn từ các góc độ khó khăn hơn.

#### Thay thế
Thay thế được cho phép bất cứ lúc nào, không có giới hạn và không có thời gian ngừng hoạt động. Có bảy đội thay thế bên lề cho mỗi đội bóng ném. Nhưng một người thay thế không thể thi đấu cho đến khi cầu thủ mà họ đang trao đổi cho là ra sân.